# Francisco Fernández Rajo y Gómez
Francisco Fernández Rajo y Gómez (Orihuela del Tremedal, siglo xvi-Zaragoza, 1 de noviembre de 1605) fue un médico y astrólogo español.

## Biografía
Nació en Orihuela del Tremedal (Teruel); se dedicó desde joven al estudio de las humanidades, pasó a la Universidad de Valencia, donde se graduó de doctor en medicina y obtuvo en ella una cátedra. Fue médico de cámara de Felipe II y protomédico del reino de Aragón. Se casó con Úrsula Beltrán. En el testamento que otorgaron en Madrid en 1602, legaron bienes para la edificación de una capellanía, la ermita de Santa María del Torrejón (ambos en Orihuela del Tremedal) y, en Zaragoza, el Colegio de Nuestra Señora del Torrejón, que estaba situado cerca de la universidad y dedicado al estudio de las ciencias. Fernández Rajo se trasladó a esta ciudad desde Madrid en 1605 para perfeccionar su colegio, pero falleció el 1 de noviembre del mismo año, por lo que fue su sobrino, Pedro López Fernández Rajo, quien realizó esa tarea. Fue sepultado en la iglesia del convento de san Francisco de Zaragoza.
Escribió una obra titulada De cometis et prodigiosis eorum portentis, libri quatuor (Madrid, 1578).